# Israel en els Jocs Olímpics
Israel en els Jocs Olímpics està representat pel Comitè Olímpic d'Israel, creat en 1933 i reconegut pel Comitè Olímpic Internacional l'any 1952. Israel ha participat en 16 edicions dels Jocs Olímpics d'Estiu, la primera presència de la delegació israeliana en aquests Jocs va tenir lloc a Jocs Olímpics d'Estiu de Hèlsinki de 1952. El país ha obtingut un total de 9 medalles en les edicions d'estiu: 1 d'or, 1 de plata i 7 de bronze.
En els Jocs Olímpics d'Hivern Israel ha participat en 6 edicions, els Jocs Olímpics d'Hivern de 1994 a Lillehammer, van ser la primera vegada que la delegació israeliana va participar en aquests Jocs. L'Estat d'Israel no ha aconseguit cap medalla en les edicions dels Jocs Olímpics d'Hivern.

## Medaller Olímpic

### Jocs Olímpics d'Estiu
| País                         | Ciutat          | Any  | Or | Plata | Bronze | Total |
| ---------------------------- | --------------- | ---- | -- | ----- | ------ | ----- |
| Finlàndia                    | Hèlsinki        | 1952 | 0  | 0     | 0      | 0     |
| Austràlia                    | Melbourne       | 1956 | 0  | 0     | 0      | 0     |
| Itàlia                       | Roma            | 1960 | 0  | 0     | 0      | 0     |
| Japó                         | Tòquio          | 1964 | 0  | 0     | 0      | 0     |
| Mèxic                        | Ciutat de Mèxic | 1968 | 0  | 0     | 0      | 0     |
| Alemanya                     | Múnic           | 1972 | 0  | 0     | 0      | 0     |
| Canadà                       | Mont-real       | 1976 | 0  | 0     | 0      | 0     |
| Unió Soviètica               | Moscou          | 1980 | -  | -     | -      | -     |
| Estats Units                 | Los Angeles     | 1984 | 0  | 0     | 0      | 0     |
| Corea del Sud                | Seül            | 1988 | 0  | 0     | 0      | 0     |
| Espanya                      | Barcelona       | 1992 | 0  | 1     | 1      | 2     |
| Estats Units                 | Atlanta         | 1996 | 0  | 0     | 1      | 1     |
| Austràlia                    | Sydney          | 2000 | 0  | 0     | 1      | 1     |
| Grècia                       | Atenes          | 2004 | 1  | 0     | 1      | 2     |
| República Popular de la Xina | Pequín          | 2008 | 0  | 0     | 1      | 1     |
| Regne Unit                   | Londres         | 2012 | 0  | 0     | 0      | 0     |
| Brasil                       | Rio de Janeiro  | 2016 | 0  | 0     | 2      | 2     |
| TOTAL                        | -               | -    | 1  | 1     | 7      | 9     |

### Jocs Olímpics d'Hivern
| País         | Ciutat         | Any  | Or | Plata | Bronze | Total |
| ------------ | -------------- | ---- | -- | ----- | ------ | ----- |
| Noruega      | Lillehammer    | 1994 | 0  | 0     | 0      | 0     |
| Japó         | Nagano         | 1998 | 0  | 0     | 0      | 0     |
| Estats Units | Salt Lake City | 2002 | 0  | 0     | 0      | 0     |
| Itàlia       | Torí           | 2006 | 0  | 0     | 0      | 0     |
| Canadà       | Vancouver      | 2010 | 0  | 0     | 0      | 0     |
| Rússia       | Sotxi          | 2014 | 0  | 0     | 0      | 0     |
| TOTAL        | -              | -    | 0  | 0     | 0      | 0     |